# Azul Brazilian Airlines
Azul Linhas Aéreas Brasileiras S / A (Azul Brazil Airlines, hoặc chỉ đơn giản là Azul) là hãng hàng không quốc gia Brazil và hãng hàng không giá rẻ có trụ sở tại Barueri, mô hình kinh doanh của công ty là để kích cầu bằng cách cung cấp dịch vụ hàng không thường xuyên và giá cả phải chăng cho hành khách. khắp Brazil. Công ty được đặt tên là Azul ("Xanh Lam" trong tiếng Bồ Đào Nha) sau một cuộc thi đặt tên vào năm 2008, trong đó "Samba" là tên phổ biến khác. Hãng Đa được thành lập vào ngày 5 tháng 5 năm 2008 bởi người sinh ra ở Brasil, David Neeleman, người sáng lập của JetBlue Airways với một đội tàu bay 76 máy bay Embraer 195. Hãng hàng không bắt đầu dịch vụ vào ngày 15, 2008. 
Theo Cơ quan Hàng không dân dụng quốc gia của Brazil (ANAC) tại thời điểm tháng ba 2013 Azul có 17% thị phần trong nước về hành khách bay trên 

## Lịch sử

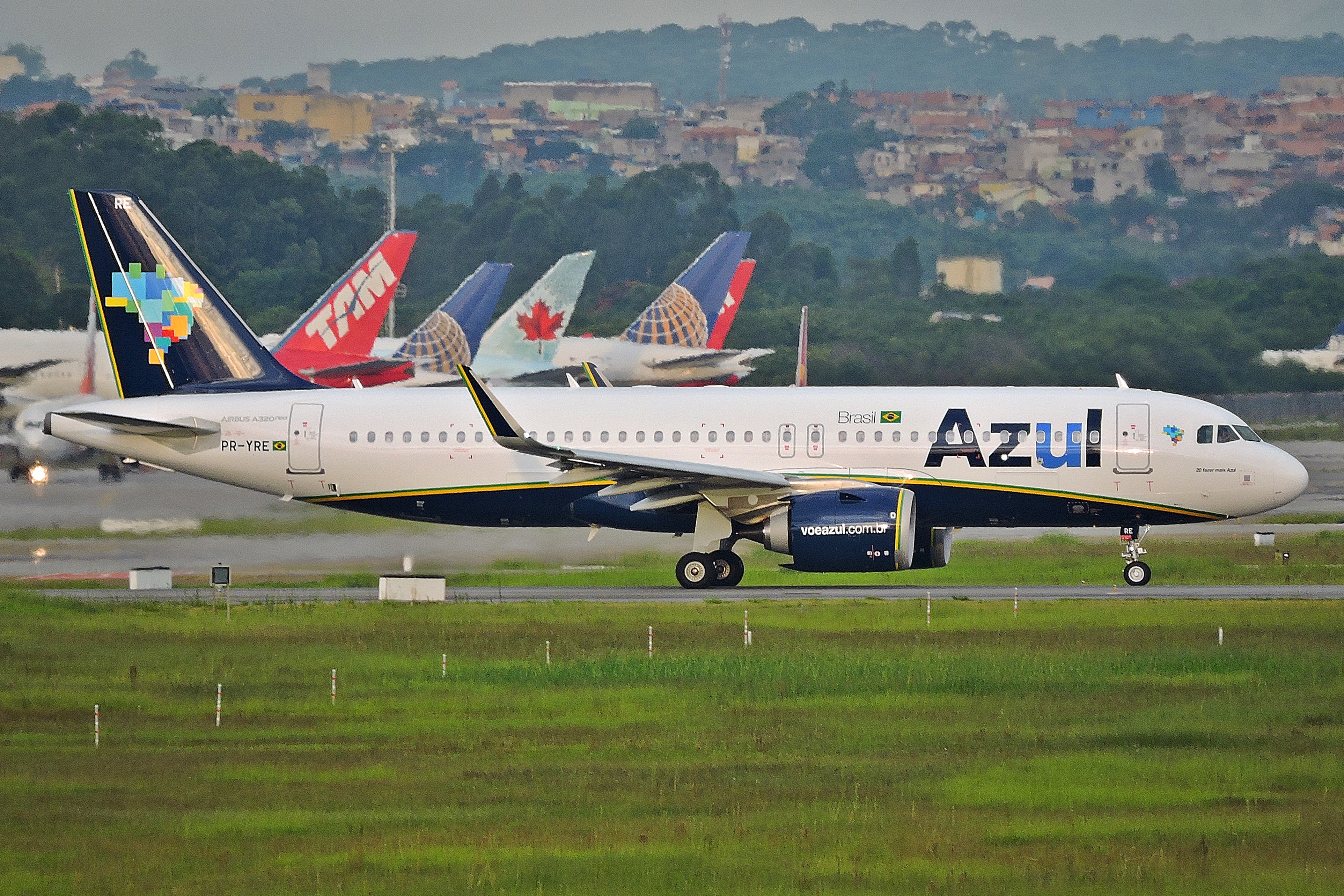
Airbus A320neo

Azul Linhas Aéreas Brasileiras S.A. là hãng hàng không được lập bởi người sáng lập JetBlue David Neeleman (Morris Air, WestJet, jetBlue, Azul). Azul khai trương dịch vụ tại thị trường trong nước Brazil vào ngày 15 tháng 12 năm 2008 với tuyến bay giữa ba thành phố: Campinas, Salvador, và Porto Alegre.. Ban đầu hãng hoạt động với ba chiếc Embraer 195 và hai chiếc Embraer 190. Một ba máy bay đã được bổ sung vào tháng 1 năm 2009 để phục vụ tuyến bay thẳng từ Campinas (bang São Paulo) cho cả Vitória (bang Espírito Santo), và Curitiba (bang Paraná).
Vào ngày 28 tháng 5 năm 2012, Azul công bố việc mua lại TRIP Linhas Aéreas, hãng hàng không khu vực lớn nhất ở Brazil. Azul và chuyến đi bắt đầu có thỏa thuận chia sẻ mã chỗ ngày 2 tháng 12 năm 2012, với tất cả các chuyến bay chỉ mang mã IATA của Azul. Vào ngày 06 tháng 3 năm 2013 nhà chức trách Brazil đã phê duyệt cuối cùng cho việc sáp nhập với một vài hạn chế liên quan đến mã chia sẻ với TAM Airlines và sử dụng khe ở sân bay Rio de Janeiro-Santos Dumont.. Ngày 06 tháng 5 năm 2014 quá trình sáp nhập là hoàn thành với sự chấp thuận chính thức từ chính quyền Brazil. Ngày hôm đó TRIP thương hiệu không còn tồn tại và tất cả tài sản TRIP được chuyển sang Azul
Trong khi hãng hàng không không phải là hiện đang là một thành viên đầy đủ trong một liên minh hàng không, hãng đã ký một thỏa thuận liên danh với các hãng hàng không Star Alliance United Airlines vào tháng năm 2014, trong đó đã làm cho hãng có thể cho các thành viên MileagePlus để kiếm được điểm khi bay với Azul bắt đầu từ ngày 01 tháng 4 năm 2014. Kể từ năm 2015, Azul cũng là một đối tác bình đẳng trong một liên doanh của Brazil-Bồ Đào Nha có nghĩa là chủ sở hữu chính của TAP Bồ Đào Nha, một thành viên khác Star Alliance. Trong tháng 12 năm 2014, Azul bắt đầu các chuyến bay quốc tế theo lịch trình đầu tiên của mình; Fort Lauderdale ngày 2 tháng 12 và Orlando ngày 15 tháng 12, cả hai đều ở Hoa Kỳ.. Vào đầu năm 2015 người ta đã thông báo rằng Azul đã ký một hợp đồng mua 35 máy bay Airbus A320neo. Hãng cũng thuê thêm 28 chiếc máy bay. Vào giữa năm 2015, Azul hoàn thành một thỏa thuận cho 30 máy bay Embraer E195-E2 (trong đó có 20 chiếc quyền mua) lần đầu tiên công bố tại triển lãm hàng không Farnborough năm 2014. Việc giao hàng đầu tiên dự kiến vào năm 2020. Vào ngày 24 tháng 11 năm 2015 người ta thông báo rằng Tập đoàn HNA của Trung Quốc, chủ sở hữu của Hainan Airlines, sẽ đầu tư 450 triệu USD trong Azul, trở thành cổ đông lớn nhất của Azul. Điều này có nghĩa khoản đầu tư 100 triệu USD của hãng United Airlines của Mỹ chấm dứt vào tháng 6 năm 2015.

## Các thỏa thuận

### Thỏa thuận liên danh

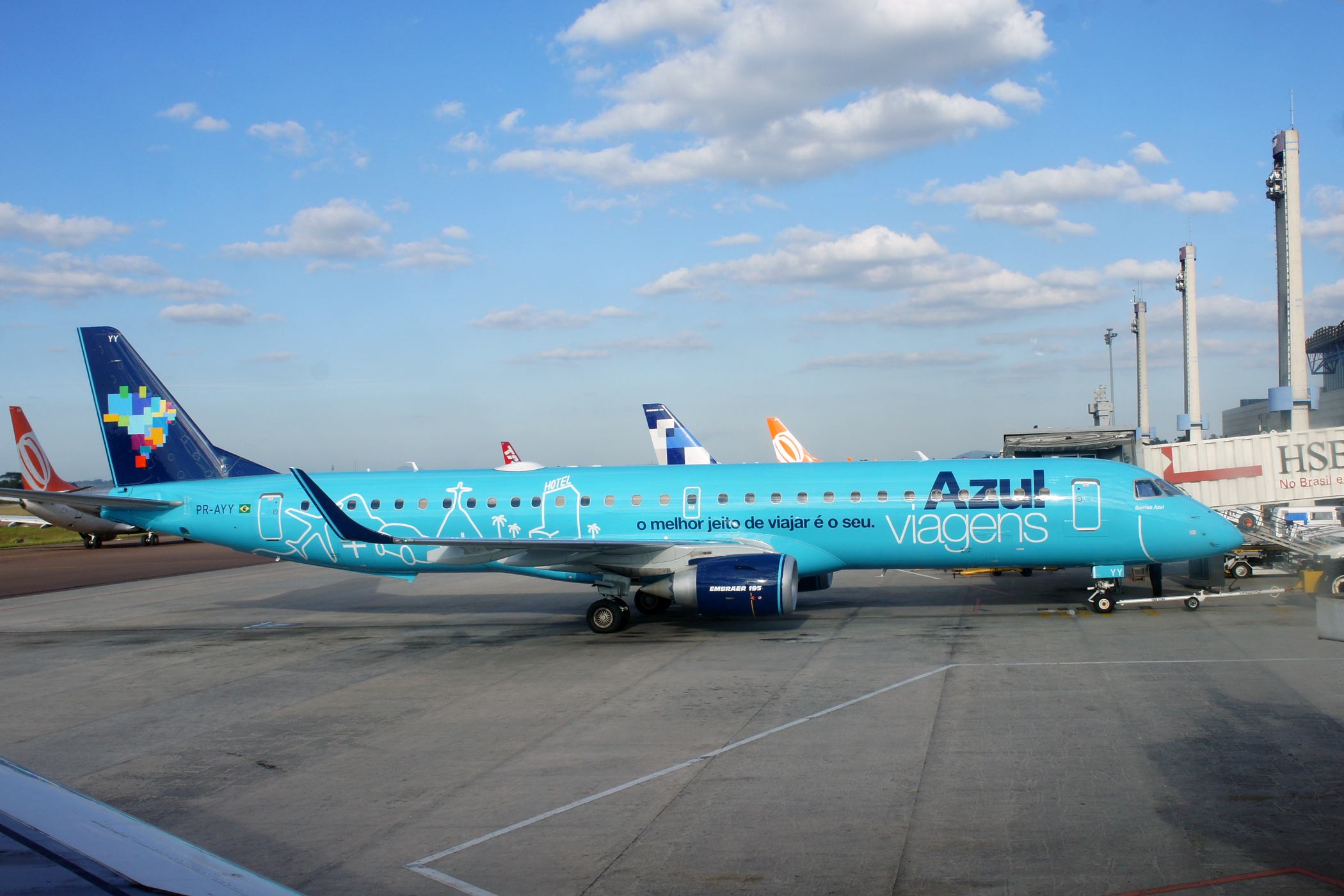
Embraer E195

- Ethiopian Airlines
- Emirates
- JetBlue
- TAP Air Portugal
- Turkish Airlines
- United Airlines

### Thỏa thuận liên tuyến
- Aerolíneas Argentinas
- Copa Airlines
- Etihad Airways
- Hahn Air
- Hainan Airlines
- Lufthansa

## Các điểm đến
Azul phục vụ 107 điểm đến tại Brazil, Guiana thuộc Pháp, Hoa Kỳ, và Uruguay, cộng với một số địa điểm khác bổ sung bằng các phương tiện của dịch vụ xe buýt điều hành dành riêng cho các sân bay gần nhất. Tuyến bay sang Bồ Đào Nha sẽ bắt đầu vào ngày 22 tháng 6 năm 2016.

## Đội bay

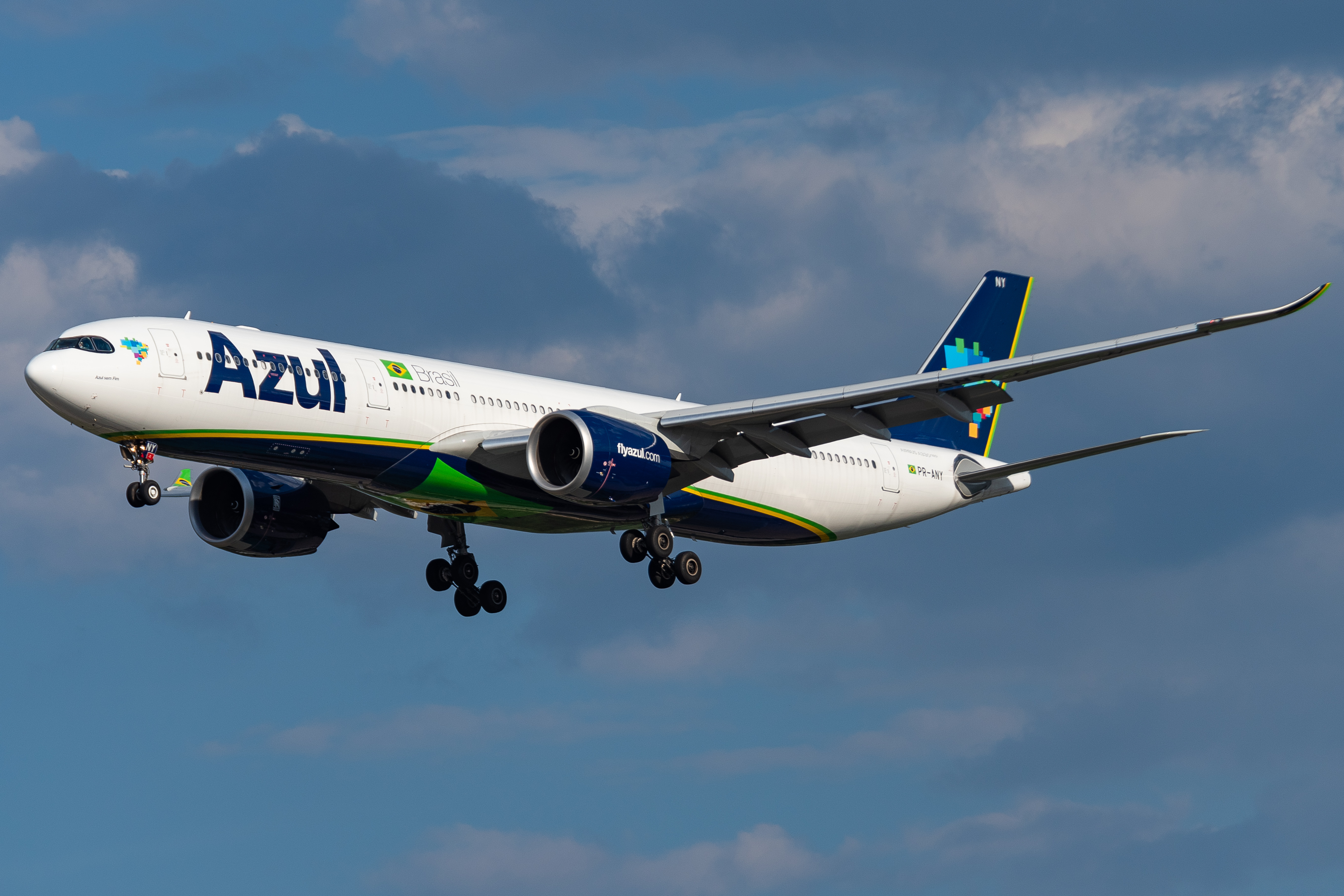
Airbus A330-900neo

Tính đến tháng 12 năm 2021:
| Máy bay            | Đang hoạt động | Đặt hàng | Hành khách | Hành khách | Hành khách | Ghí chú |
| Máy bay            | Đang hoạt động | Đặt hàng | C          | Y          | Tổng       | Ghí chú |
| ------------------ | -------------- | -------- | ---------- | ---------- | ---------- | ------- |
| Airbus A320neo     | 43             | —        | —          | 174        | 174        |         |
| Airbus A321neo ACF | 4              | —        | —          | 214        | 214        |         |
| Airbus A330-200    | 8              | —        | 27         | 222        | 249        |         |
| Airbus A330-900neo | 4              | 1        | 34         | 264        | 298        |         |
| ATR 72-600         | 36             | 7        | —          | 70         | 70         |         |
| Embraer E190       | 1              | —        | —          | 106        | 106        |         |
| Embraer E195       | 47             | —        | —          | 118        | 118        |         |
| Embraer 195-E2     | 9              | 66       | —          | 136        | 136        |         |
| Tổng cộng          | 145            | 79       |            |            |            |         |